# Бауербанк (Мен)
Бауербанк (англ. Bowerbank) — місто (англ. town) в США, в окрузі Піскатаквіс штату Мен. Населення — 136 осіб (2020).

## Демографія
Згідно з переписом 2010 року, у місті мешкало 116 осіб у 63 домогосподарствах у складі 37 родин. Було 380 помешкань
Расовий склад населення:
| - 99,1 % — білих - 0,9 % — корінних американців |

До двох чи більше рас належало 0,0 %. Частка іспаномовних становила 0,0 % від усіх жителів.
За віковим діапазоном населення розподілялося таким чином: 6,9 % — особи молодші 18 років, 56,9 % — особи у віці 18—64 років, 36,2 % — особи у віці 65 років та старші. Медіана віку мешканця становила 61,5 року. На 100 осіб жіночої статі у місті припадало 87,1 чоловіків;  на 100 жінок у віці від 18 років та старших — 86,2 чоловіків також старших 18 років.
Середній дохід на одне домашнє господарство  становив 81 798 доларів США (медіана — 67 000), а середній дохід на одну сім'ю — 95 804 долари (медіана — 76 250). Медіана доходів становила 38 750 доларів для чоловіків та 31 250 доларів для жінок. За межею бідності перебувало 7,4 % осіб, у тому числі 0,0 % дітей у віці до 18 років та 11,1 % осіб у віці 65 років та старших.
Цивільне працевлаштоване населення становило 56 осіб. Основні галузі зайнятості: освіта, охорона здоров'я та соціальна допомога — 33,9 %, транспорт — 16,1 %, будівництво — 12,5 %, виробництво — 10,7 %.